# Blastodiplosis longipennis
Blastodiplosis longipennis är en tvåvingeart som beskrevs av Sharma 1999. Blastodiplosis longipennis ingår i släktet Blastodiplosis och familjen gallmyggor.
Artens utbredningsområde är Karnataka (Indien). Inga underarter finns listade i Catalogue of Life.